# Fresnay-le-Samson
Fresnay-le-Samson ist eine französische Gemeinde mit 108 Einwohnern (Stand 1. Januar 2022) im Département Orne in der Region Normandie. Sie gehört zum Arrondissement Mortagne-au-Perche und zum Kanton Vimoutiers.

## Bevölkerungsentwicklung
| Jahr      | 1962 | 1968 | 1975 | 1982 | 1990 | 1999 | 2009 |
| Einwohner | 146  | 137  | 133  | 113  | 110  | 108  | 110  |